# 鶴二
鹤二(β Gru / 天鹤座β)是南天星座天鹤座的第二亮星，同时也被视作南鱼座的鱼尾。在古代阿拉伯天文学中，天鹤座α,δ,θ,ι和λ均被视作南鱼座的一部分。
鹤二的表面温度约 3,400 K，是太阳表面温度的60%，这使得它呈现出一种晦暗的红色。总光度约为太阳的3,800倍，半径估计为0.8天文单位(120,000,000 km)，大概是太阳半径的180倍。
鹤二是SRB型半规则变星，亮度变化于2.0到2.3之间。
鹤二在2001年12月珀斯天文台跟踪彗星2000WM1 Linear的过程中起到了关键性的作用。